# Paecilaema altaspinulatum
Paecilaema altaspinulatum is een hooiwagen uit de familie Cosmetidae.